# Joel José de Carvalho
Joel José de Carvalho (Muriaé, 13 de julho de 1948 – Medianeira (Paraná), julho de 1974) foi um operário gráfico e militante da Vanguarda Popular Revolucionária desaparecido na ditadura militar brasileira.
É um dos casos investigados pela Comissão da Verdade, que apura mortes e desaparecimentos na ditadura militar brasileira.

## Biografia
Filho de Ely José de Carvalho e Esther Campos de Carvalho, Joel José de Carvalho nasceu no dia 13 de julho de 1948, na cidade de Muriaé, em Minas Gerais. Pertencia a uma família de evangélicos mineiros, que frequentavam a Igreja Metodista, que se mudou para São Paulo entre 1959 e 1960. Joel tinha uma irmã, Helena, e quatro irmãos metalúrgicos: Derly, Devanir, Daniel e Jairo José de Carvalho. Dos seis irmãos Carvalho, apenas Helena não era militante.
Joel vivia com Maria das Graças de Souza e tinha um filho, Jocimar.

## Militância
Joel trabalhava como operário gráfico no ABC Paulista. Engajado na esquerda política, militou pelo Partido Comunista Brasileiro (PCB) e posteriormente pelo Partido Comunista do Brasil (PCdoB).
Em meados nos anos 60, assim como seus irmãos Devanir, Derly, Daniel e Jairo, Joel participou da Ala Vermelha, uma dissidência do PCdoB que se tornou partido autônomo em 1966. Entre 1969 e 1971, enquanto Devanir se desligou da Ala Vermelha e ajudou a fundar o Movimento Revolucionário Tiradentes (MRT), Joel e seu irmão Daniel saíram da ala e ingressaram na Vanguarda Popular Revolucionária (VPR), organização de luta armada brasileira de extrema esquerda. O codinome de Joel era “Gilberto”.

## Prisão e exílio
Em maio de 1969, Joel foi preso no bairro de Santo Amaro, na cidade de São Paulo. Ainda participante da Ala Vermelha, Joel foi preso com outros militantes de esquerda, incluindo seus irmãos Jairo e Daniel. Foi torturado pela Operação Bandeirante (OBAN) antes de ser transferido para o Presídio Tiradentes. Lá, permaneceu preso até janeiro de 1971, quando ele e mais outros 69 militantes foram banidos do Brasil em troca da libertação do embaixador suíço Giovanni Bucher, que havia sido sequestrado pela VPR em 7 de dezembro de 1970. Joel e os outros 69 presos foram exilados no Chile. No exílio, Joel ingressou na VPR. Ele permaneceu no Chile até o Golpe de Estado no Chile em 1973, que causou a deposição do presidente eleito Salvador Allende, em 11 de setembro de 1973, e depois Joel fugiu para a Argentina.

## Desaparecimento
Em 11 de julho de 1974, Joel tentou entrar no Brasil clandestinamente pela cidade de Medianeira, a sudoeste do Paraná. Ele estava acompanhado por seu irmão Daniel José de Carvalho, José Lavecchia, Gilberto Faria de Lima, Vitor Claros Ramos e Onofre Pinto, também membros da VPR, e pelo argentino Enrique Ernesto Ruggia. Onofre Pinto liderou o grupo à zona rural de Medianeira após receber um convite para ir a uma suposta área de guerrilha. Desde então, os sete homens estão desaparecidos.

### A emboscada
Em 1993, em depoimento realizado na Câmara Federal, o ex-sargento e ex-agente do DOI-CODI de São Paulo e do Centro de Informações do Exército (CIE) Marival Dias do Canto Chaves afirmou que houve uma operação para capturar os militantes. A emboscada teve participação do ex-sargento Alberi Vieira dos Santos, que estava infiltrado na VPR e contatou refugiados no Chile e Argentina. Um dos contactados foi Onofre Pinto, líder do grupo de militantes em que Joel estava. Alberi mobilizou refugiados políticos para montarem uma área fictícia de treinamento de guerrilha em uma chácara em Medianeira, e assim, realizar a emboscada.
Marival também falou sobre a emboscada na matéria “Os Matadores”, publicada na revista ISTOÉ em 24 de março 2004:
“A chácara (...) foi arranjada pelo então capitão Areski de Assis Pinto Abarca, chefe do serviço de inteligência do Quartel do Exército de Foz do Iguaçu, que, após a operação, passou a integrar os quadros do CIE. (...) "Presos, os irmãos Carvalho, Lavéchia (sic), Vitor, Ruggia e Zorro foram torturados e executados imediatamente", conta Marival.”
O desaparecimento dos militantes fez parte da Operação Juriti, que contou com a colaboração de militares chilenos e argentinos.
Joel José de Carvalho consta na lista dos desaparecidos políticos do anexo I, da lei 9.140/95.

## Operação Juriti
A Operação Juriti foi explicada no livro de Aluízio Palmar, jornalista e ex-militante do MR-8 e da VPR. Palmar foi preso no Paraná e exilado do país depois do sequestro do embaixador suíço Giovanni Bucher, em 1971, e, mais tarde, conseguiu reunir algumas informações em seu livro chamado "Onde Vocês Enterram Nossos Mortos?". Na obra, Palmar relatou que descobriu o nome do policial que auxiliou Alberi na Operação. Segundo Palmar, o agente policial usava o nome falso de Otávio Camargo, mas chamava-se Otávio Ranolfo, e desempenhou a função de motorista, cuja função era buscar o grupo de militantes que sairia de Buenos Aires em 11 de julho. No dia seguinte, chegando ao Brasil, o grupo foi levado para o sítio de um parente de Alberi localizado em Boa Vista do Capanema (PR). 
Segundo o livro, a Operação era comandada pelo coronel José Brandt Teixeira. conhecido por "Doutor César", e coronel Paulo Malhães, conhecido por "doutor Pablo." As investigações do jornalista Aluízo Palmar chegaram à conclusão de que a Operação, começada no Chile, tinha a sua última fase na Argentina, considerando que os exilados brasileiros estavam sendo monitorados pelo CIE(Centro de Informação do Exército) desde a saída de Buenos Aires. Toda a operação teria sido controlada à distância, pelos coronéis Teixeira e Malhães.

A obra também cita o momento da execução dos militantes no sítio no Paraná. Alberi e Otávio levaram o grupo de carro para realizarem uma ação revolucionária fictícia , que se trataria de uma desapropriação da agência do Banco do Estado do Paraná. No entanto, ao chegarem no local, os militantes foram metralhados: 

"Otávio ficou junto ao carro, Alberi correu e se jogou no solo, Lavecchia deu um tiro a esmo antes de cair. Após o tiroteio, a floresta foi tomada pelo silêncio, apenas interrompido pelo barulho dos coturnos dos militares do grupo de extermínio que saíam de seus esconderijos para fazer um balanço da chacina […] No chão, entre folhas e entrelaçado por cipós, o jovem Enrique Ernesto Ruggia ainda estava vivo […]. A ordem era matar e uma descarga final de pistola tirou o último sopro de vida de Enrique Ruggia.”
Segundo o livro, depois dos tiros os corpos foram enterrados no mesmo local.

## Homenagens
A cidade de Belo Horizonte, em Minas Gerais, nomeou como Joel José de Carvalho uma rua do bairro de Indústrias em sua homenagem. 
No dia 5 de abril de 2010, a Secretaria Especial de Direitos Humanos fez uma homenagem aos irmãos Carvalho e a Aderval Alves Coqueiro, também militante durante o período ditadura. A cerimônia ocorreu no Sindicato dos Metalúrgicos do ABC, em Diadema.